# На'алеху
На'алеху насељено је место за статистичке потребе у америчкој савезној држави Хаваји. По попису становништва из 2010. у њему је живело 866 становника.

## Демографија
Према попису становништва из 2010. у граду је живело 866 становника, што је -53 (-5.8%) становника више него 2000. године.
| Група             | 2000.       | 2010.       |
| Белци             | 73 (7,9%)   | 83 (9,6%)   |
| Афроамериканци    | 3 (0,3%)    | 1 (0,1%)    |
| Азијати           | 419 (45,6%) | 354 (40,9%) |
| Хиспаноамериканци | 50 (5,4%)   | 71 (8,2%)   |
| Укупно            | 919         | 866         |